# Шар (гірництво)
Шар (гірництво) -
- При підземному способі розробки – частина покладу корисної копалини, обмежена двома паралельними площинами для її виймання. Поділ на Ш. застосовується при розробці потужних покладів. Розрізняють Ш.: горизонтальний – обмежений двома горизонтальними площинами, товщина його визначається в залежності від техніки і технології робіт, що застосовуються; діагональний – обмежений площинами, розташованими навхрест простягання з нахилом, необхідним для скочування корисної копалини і закладального матеріалу під дією власної ваги; похилий – утворюється в результаті ділення покладу (пласта) однією або декількома площинами (поверхнями), паралельними площині (поверхні) напластування. Див. пласт, вугільний пласт.
- При відкритому способі розробки – порода, що відділяється від масиву і є частиною блоку. Поділення уступу (підуступу) на Ш. характерно, напр., для роботи роторних екскаваторів, що здійснюють розробку вибою способом вертикальних стружок. Висота Ш., як правило, задається в межах від повного до трьох чвертей радіуса ротора. Остання величина відповідає більш раціональному режиму екскавації, коли зменшуються динамічні удари і утворення великих шматків породи, а також підвищується коефіцієнт продуктивності. Розробка Ш. здійснюється і деякими іншими видами гірничого обладнання (скреперами, стругами, бульдозерами). Див. також шаруватість осадових порід.